# Al-Muzaffar Ahmad II.
Al-Muzaffar Ahmad II. (arabisch المظفر أحمد بن الشيخ, DMG al-Muẓaffar Aḥmad b. aš-Šaiḫ; geboren 1419; gestorben 1430) war Sultan der Mamluken in Ägypten im Jahr 1421.
Al-Muzaffar Ahmad II. wurde mit dem Tod seines Vaters al-Mu’aiyad Schaich am 13. Januar 1421 im Alter von 18 Monaten Sultan. Seine Mutter war Prinzessin Sa’adat, die Tochter des Emirs Sarghitmisch, eines Emirs von Damaskus. Bereits vor dem Begräbnis des verstorbenen Sultans festigte Emir az-Zahir Tatar seine Position innerhalb der Mamluken-Elite, und sehr bald assistierte er dem neuen kleinen Sultan beim Unterzeichnen von Dokumenten bzw. unterzeichnete diese oft selbst.
Nicht alle Emire des Reichs waren mit Tatars Regentschaft einverstanden, und der Vizekönig von Damaskus erhob sich gegen ihn, wurde aber besiegt und Tatar konnte mit dem Sultan siegreich in Damaskus einziehen. Er ließ zahlreiche seiner Gegner einkerkern oder töten, heiratete Prinzessin Sa’adat, die Mutter des kleinen Sultans und setzte diesen schließlich am 29. August 1421 ab, um selbst den Thron zu besteigen. Bald darauf ließ er sich von Sa’adat wieder scheiden.
Der zwei Jahre alte al-Muzaffar Ahmad II. wurde von Syrien nach Ägypten zurückgebracht, blieb zunächst in der Kairoer Zitadelle, wurde aber bald zusammen mit seinem jüngeren Bruder Ibrahim in Alexandria eingekerkert, wo er am 26. Jänner 1430 und kurz darauf auch Ibrahim an der Pest starben. Beide wurden zunächst in Alexandria begraben, dann wurden ihre beiden Leichname nach Kairo überführt und im Grabkomplex des al-Mu'aiyad Schaich beigesetzt.